# You’re a Woman
You’re a Woman – drugi singiel niemieckiej grupy Bad Boys Blue, promujący pierwszy album zespołu zatytułowany Hot Girls, Bad Boys. Wydany w roku 1985 nakładem wytwórni Coconut Records. Numer katalogowy: 107 276. (Maxi-Singiel: 601 673).
Piosenka ta okazała się największym przebojem grupy. Ponadto jest jednym ze sztandarowych utworów nurtu euro disco lat 80. Największy sukces odniósł w Szwajcarii oraz Szwecji (w obu państwach dotarł do 2. miejsca list przebojów). W Niemczech uplasował się pod koniec pierwszej dziesiątki.
W tym samym roku ukazała się niemieckojęzyczna wersja przeboju pt.: Der Sommer War Noch Jung, wykonywana przez Silvię. Niemieckie słowa napisał Andreas Bärtels.

## Autorzy utworu
- kompozytor: Tony Hendrik
- autorzy tekstu: Karin van Haaren / Mary S. Applegate
- aranżacja: Tony Hendrik / Claus-Robert Kruse
- główny wokalista: Trevor Taylor